# Jan Flaziński

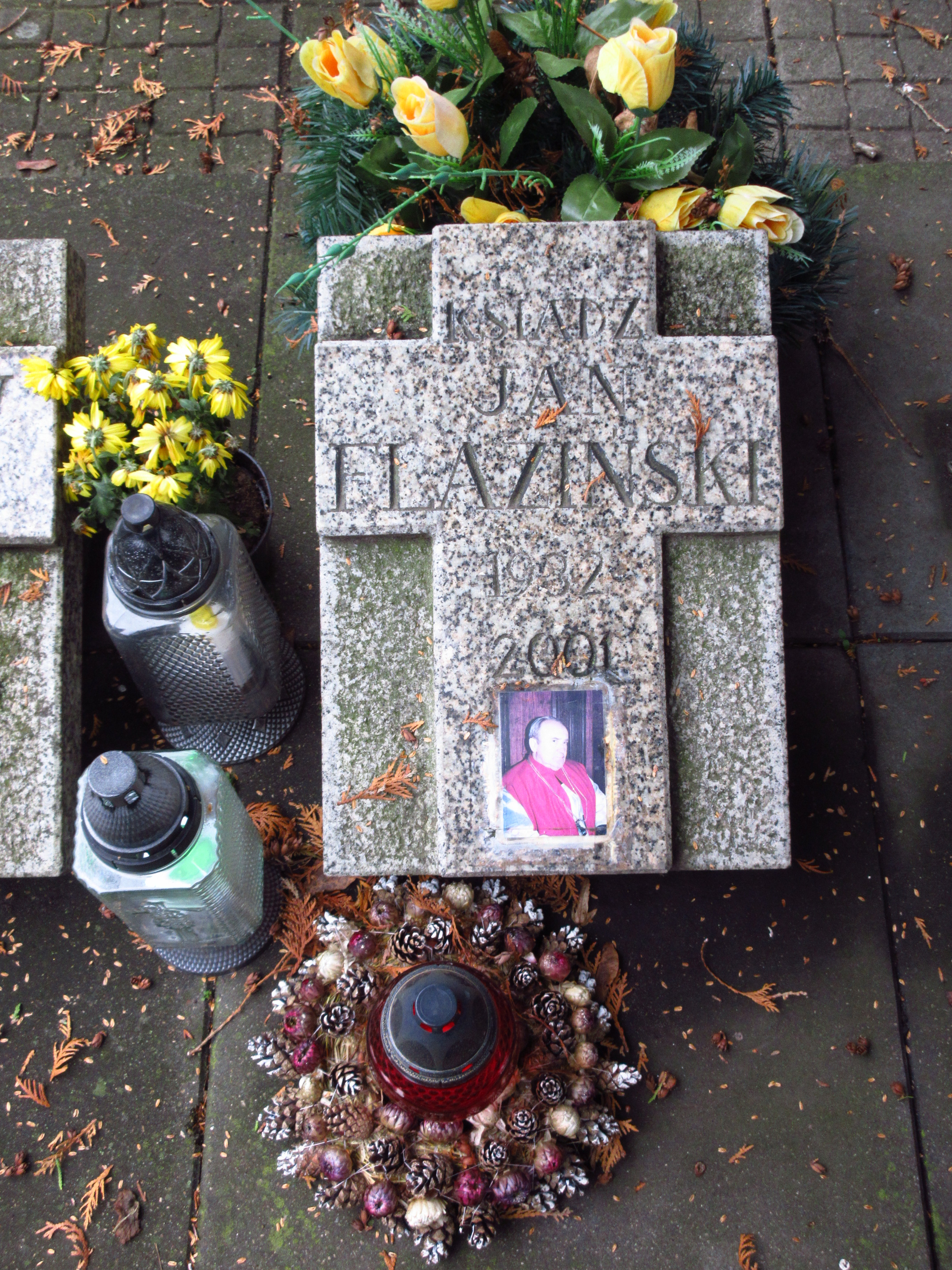
Grób ks. Jana Flazińskiego na Cmentarzu Bródnowskim.

Jan Flaziński (ur. 1932 w Nowym Ratyńcu, zm. 17 listopada 2001 w Warszawie) – polski ksiądz rzymskokatolicki, związany z warszawskim Grochowem.
Po ukończeniu szkoły średniej w Elblągu w 1952 wstąpił do seminarium duchownego w Warszawie. 11 sierpnia 1957 przyjął z rąk kardynała Stefana Wyszyńskiego święcenia kapłańskie i został wikarym w Postoliskach, a następnie w Wilanowie i w parafii pw. Wszystkich Świętych w Warszawie. Od 1972 pełnił posługę kapłańską w parafii pw. Nawrócenia św. Pawła w Warszawie, gdzie w późniejszych latach był proboszczem. Dzięki jego determinacji i zaangażowaniu rozpoczęto w 1978 budowę świątyni, którą poświęcono 25 stycznia 1985. Zmarł po długiej chorobie. Pochowany został na cmentarzu Bródnowskim (kwatera 6A).